# Hero Fiennes Tiffin
Hero Fiennes Tiffin   (Londres, 6 de novembre de 1997) és un actor, model i productor anglès. És conegut per interpretar Hardin Scott, el protagonista de la sèrie de pel·lícules After. També va interpretar el Tod Rodlel d'11 anys, la versió jove de l'antagonista Lord Voldemort, a la pel·lícula Harry Potter i el misteri del Príncep (2009).

## Biografia
És el fill de la directora de cinema Martha Fiennes i del cinematògraf George Tiffin. Té una germà gran, Titan, i una germana petita, Mercy. Els seus tiets són els també actors Ralph i Joseph Fiennes.
El seu primer paper al cinema va ser fent d'Spartak a la pel·lícula dramàtica Bigga than Ben (2008). Després va interpretar el Tod Rodlel d'11 anys a la sisena pel·lícula de la franquícia Harry Potter, Harry Potter i el misteri del Príncep (2009), en què el seu oncle Ralph Fiennes hi interpreta Lord Voldemort, el Tod Rodlel adult. Fiennes Tiffin va fer d'Ioan Fuller, un adolescent involucrat en la desaparició d'uns amics, a la sèrie Safe (2018), una sèrie dramàtica britànica protagonitzada per Michael C. Hall.
El 2018 es va anunciar que interpretaria el protagonista Hardin Scott a After. Aquí comença tot (2019). La pel·lícula, basada en el llibre d'Anna Todd i amb Josephine Langford com a co-protagonista, es va estrenar l'abril de 2019. Va tornar a fer de Hardin Scott en les tres seqüeles: After We Collided (2020), After We Fell (2021) i After Ever Happy (2022).
El maig de 2021 es va anunciar que seria el protagonista de la pel·lícula de drama romàntic First Love amb Sydney Park. L'octubre del mateix any també es va fer públic que formaria part del repartiment de la pel·lícula de drama històric The Woman King, juntament amb Viola Davis, Jayme Lawson i Masali Baduza. El maig de 2022 es va unir al repartiment del thriller d'acció The Climb, una pel·lícula basada en la protesta de Greenpeace de 2013 en què uns activistes van escalar il·legalment The Shard com a protesta per les extraccions de petroli a l'Àrtida.
Fiennes Tiffin està representat per l'agència de models Storm Management i ha fet de model per marques com ara Dolce & Gabbana, Dior, H&M, Hugo Boss i Superdry. El novembre de 2019 va ser la cara d'una fragància de Salvatore Ferragamo S.p.A, Ferragamo.

## Filmografia

### Pel·lícules
| Any          | Títol                                  | Paper                | Notes                                         |
| ------------ | -------------------------------------- | -------------------- | --------------------------------------------- |
| 2008         | Bigga Than Ben                         | Spartak              | Apareix als crèdits com a Hero Fiennes-Tiffin |
| 2009         | Harry Potter i el misteri del príncep  | Tod Rodlel (11 anys) |                                               |
| 2012         | Soldat Peaceful                        | Charlie (jove)       | Apareix als crèdits com a Hero Fiennes-Tiffin |
| 2016         | Possession With Intent To Supply       | Jack                 |                                               |
| 2017         | ERDEM X H&M The Secret Life of Flowers | Adam                 | Apareix als crèdits com a Hero Fiennes-Tiffin |
| 2019         | After. Aquí comença tot                | Hardin Scott         |                                               |
| 2020         | The Silencing                          | Brooks Gustafson     |                                               |
| 2020         | After We Collided                      | Hardin Scott         |                                               |
| 2021         | After We Fell                          | Hardin Scott         |                                               |
| 2022         | After Ever Happy                       | Hardin Scott         |                                               |
| 2022         | The Woman King                         | Santo Ferreira       | Postproducció                                 |
| 2022         | First Love                             | Jim Albright         |                                               |
| 2022         | The Loneliest Boy In The World         | Mitch / Zombi        |                                               |
| Per anunciar | The Climb                              | Per anunciar         | Preproducció                                  |
| Per anunciar | Come as You Are                        | Per anunciar         | Preproducció                                  |

### Televisió
| Any  | Títol       | Paper       | Notes      |
| ---- | ----------- | ----------- | ---------- |
| 2018 | Safe        | Ioan Fuller | 5 episodis |
| 2018 | The Tunnel  | Leo         | 1 episodi  |
| 2019 | Cleaning Up | Jake        | 5 episodis |

## Premis i nominacions
| Any  | Awards                      | Categoria                     | Títol                   | Resultat  |
| ---- | --------------------------- | ----------------------------- | ----------------------- | --------- |
| 2019 | Premis Teen Choice          | Actor de pel·lícula dramàtica | After. Aquí comença tot | Guanyador |
| 2019 | Festival de cinema d'Ischia | Estrella emergent             | Ell mateix              | Guanyador |
| 2021 | Premis Just Jared           | Actor jove preferit de 2021   | After We Fell           | Guanyador |